# Zygophyllum taldykurganicum
Zygophyllum taldykurganicum är en pockenholtsväxtart som beskrevs av A. Boriss.. Zygophyllum taldykurganicum ingår i släktet Zygophyllum och familjen pockenholtsväxter. Inga underarter finns listade i Catalogue of Life.